# AUTODOC
AUTODOC SE es una empresa de comercio electrónico que vende piezas de automóviles y productos relacionados en 27 países europeos. Sus principales clientes son particulares y pequeños talleres.

## Historia
AUTODOC fue fundada en 2008 como E&S Pkwteile GmbH por Alexej Erdle, Max Wegner y Vitalij Kungel. En sus primeros años, la empresa estaba ubicada en Berlín-Weißensee. Desde 2010, sus oficinas y espacios logísticos se han basado en Berlín-Lichtenberg. La expansión en Austria y Suiza comenzó en 2011, seguida de la entrada en el Reino Unido, Francia, Italia y España en 2012.
En 2015, la empresa pasó a llamarse AUTODOC GmbH. En 2016, sus ingresos anuales superaron los 100 millones de euros, y en 2017, superó los 250 millones de euros.En 2018, Autodoc amplió su gama de productos para incluir piezas de repuesto para camiones y otros vehículos comerciales.En 2021, los ingresos anuales de la empresa superaron los mil millones de euros.En 2023, los ingresos de AUTODOC ascendieron a 1 300 millones de euros.
En 2018, la compañía fue reconocida por el Financial Times como una de las empresas de más rápido crecimiento en Europa basado en los ingresos.
AUTODOC tiene una oficina de representación en el Kurfürstendamm de Berlín desde junio de 2019, pero su sede se encuentra en Berlín-Lichtenberg. El centro logístico más grande de la compañía se encuentra en Szczecin, Polonia, que abrió sus puertas en 2018 y se expandió con un centro de distribución semiautomático en septiembre de 2020. En diciembre de 2022, se completó un nuevo centro logístico, proporcionando 40.000 metros cuadrados adicionales de espacio de almacenamiento.AUTODOC actualmente emplea a casi 2.000 personas en Szczecin.
En septiembre de 2021, AUTODOC cambió su forma jurídica de GmbH a sociedad anónima. Desde noviembre de 2022, la compañía opera como AUTODOC SE (Societas Europaea).
AUTODOC tiene oficinas en Alemania, Polonia, República Checa, Ucrania, España, Moldavia, Francia y Portugal.

## Resumen
La gama de productos de la compañía incluye alrededor de 4,8 millones de piezas de repuesto para automóviles, camiones y motocicletas de los sectores de motor, chasis, iluminación, electricidad, ventilación y neumáticos.
En 2018, Autodoc fue el socio oficial del ADAC Rally Masters.En 2019, Autodoc fue socio oficial del Campeonato del Mundo de Rallyes de la FIA (WRC) y patrocinador en todas las pruebas europeas.
En el mismo año, AUTODOC lanzó la plataforma en línea AUTODOC CLUB y en 2020 lanzó la aplicación AUTODOC CLUB para iOS y Android y el programa AUTODOC PLUS.